# Elecciones generales de Suecia de 1956

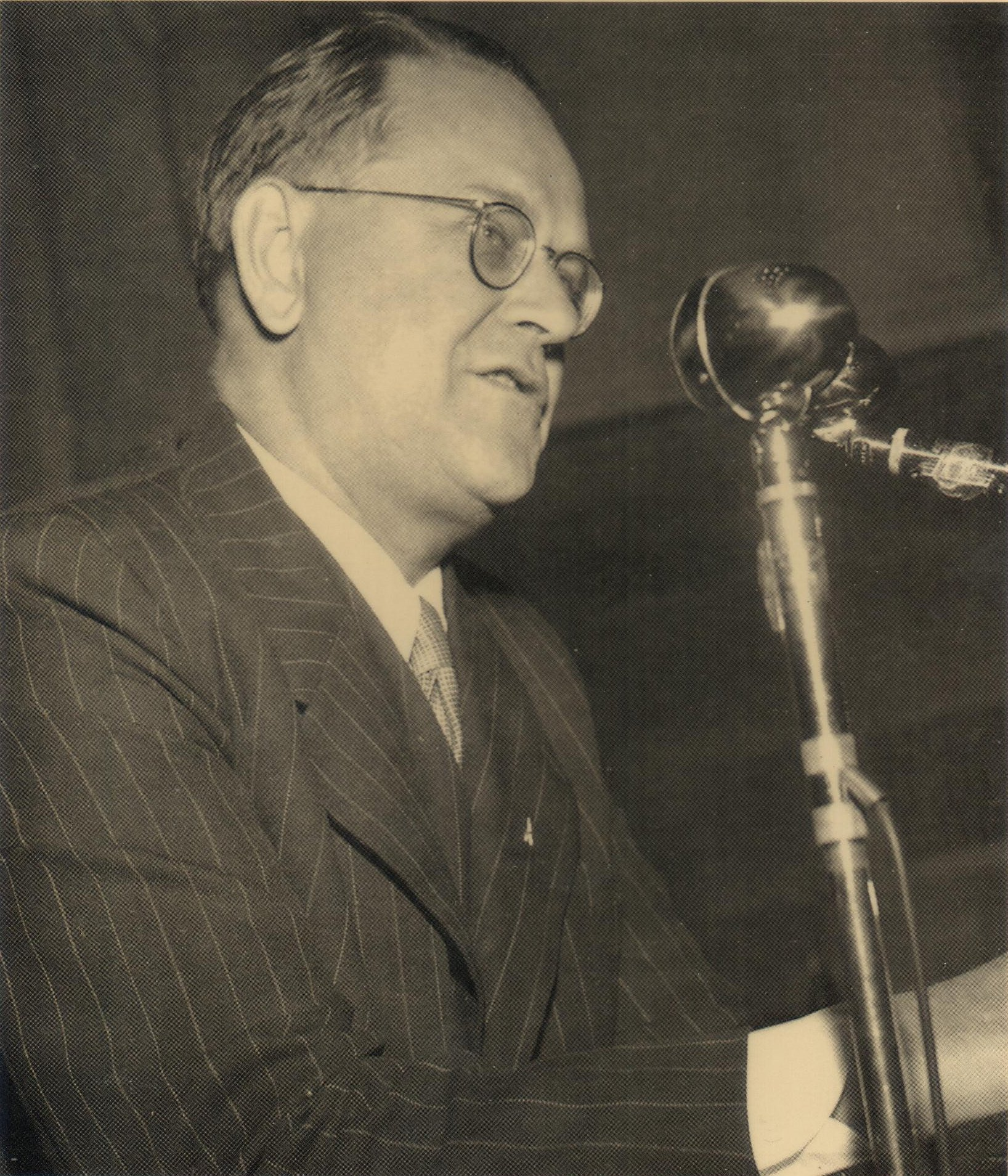
Tage Erlander ganador con el partido Socialdemócrata

Las elecciones generales de Suecia fueron realizadas el 16 de septiembre de 1956. El Partido Socialdemócrata Sueco se posicionó como el partido más grande del país, con 106 de los 231 escaños en la Segundo Cámara del Riksdag. Se formó una coalición entre los socialdemócratas y el Partido de Centro, liderado por el Primer ministro Tage Erlander, formando un total 125 escaños sobre 231. A pesar de que los partidos no socialistas mantuvieron una mayoría en la Cámara, los socialdemócratas poseían la mayoría en la Primera Cámara, por lo que no se pudo consolidar un gobierno opositor. La coalición de Erlander se disolverá en 1957, tras una serie de desacuerdos en relación una reforma al sistema de pensiones, conduciendo a la formación del tercer periodo de Erlander y una rápidas elecciones generales en 1958.

## Resultados
| Partido                          | Votos     | %    | Escaños | +/– |
| -------------------------------- | --------- | ---- | ------- | --- |
| Partido Socialdemócrata Sueco    | 1.729.463 | 44.6 | 106     | –4  |
| Partido Popular Liberal          | 923.564   | 23.8 | 58      | 0   |
| Partido de la Coalición Moderada | 663.693   | 17.1 | 42      | +11 |
| Partido del Centro               | 366.612   | 9.5  | 19      | –7  |
| Partido de la Izquierda          | 194.016   | 5.0  | 6       | +1  |
| Otros partidos                   | 1.982     | 0.1  | 0       | 0   |
| Votos en blanco/nulos            | 22.784    | –    | –       | –   |
| Total                            | 3.902.114 | 100  | 231     | +1  |
| Participación electoral          | 4.887.325 | 79.8 | –       | –   |
| Fuente: Nohlen & Stöver          |           |      |         |     |